# Vlag van Tielt
De vlag van Tielt werd door de gemeenteraad op 9 oktober 1980 officieel vastgesteld als de gemeentelijke vlag van de West-Vlaamse gemeente Tielt. Op 9 februari 1981 werd hij door het koninklijk besluit bevestigd en uiteindelijk gepubliceerd op 2 april 1981 in het officiële Belgisch Staatsblad.
Officieel wordt de vlag beschreven als:
Wit met een rode keper, vergezeld van drie omgewende zwarte sleutels.
De vlag is volledig gebaseerd op het gemeentewapen en ziet er dus helemaal hetzelfde uit.

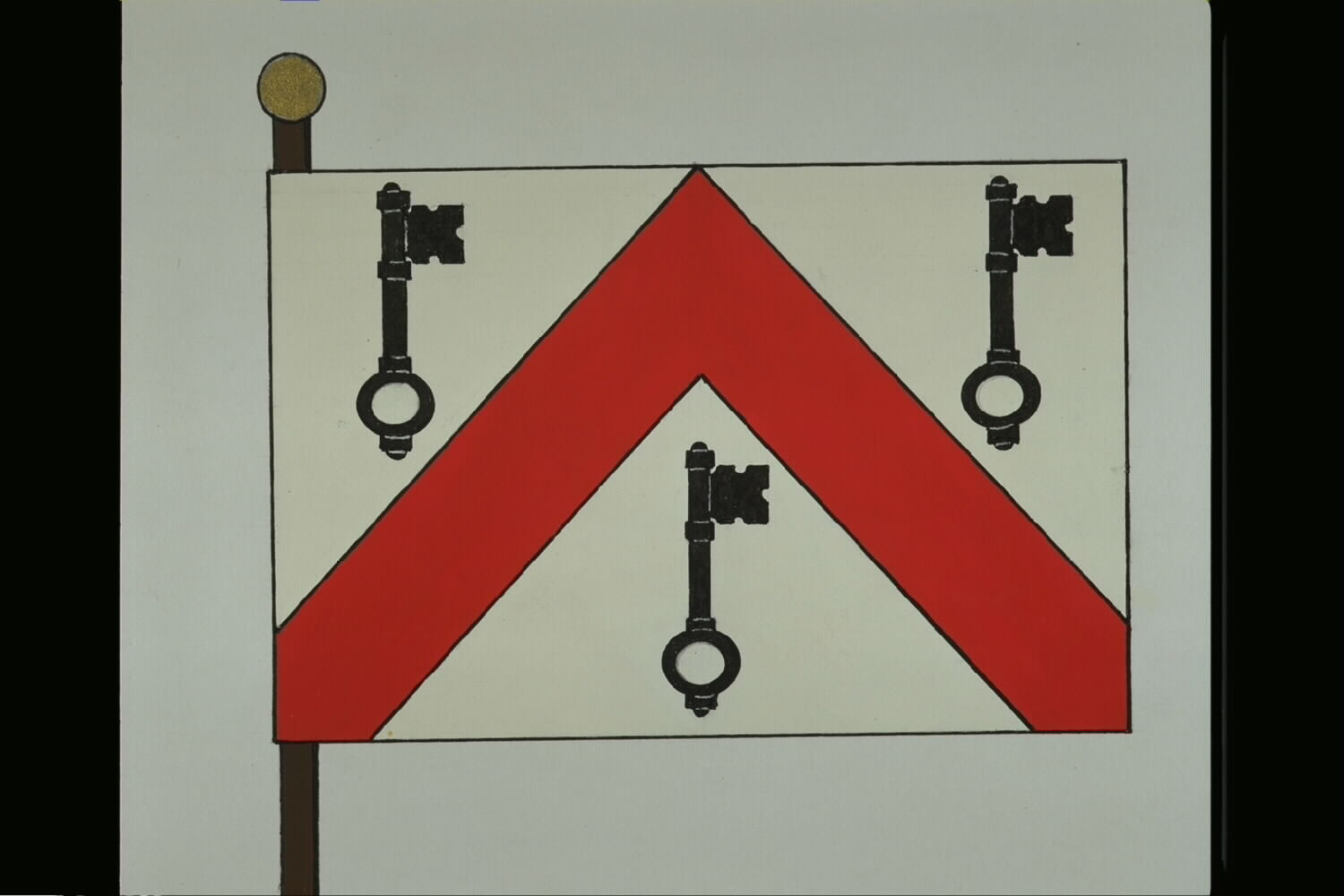
Officiële tekening van de vlag